# Разумов, Анатолий Яковлевич
Анато́лий Я́ковлевич Ра́зумов (р. 18 ноября 1954, Слуцк, БССР) — советский и российский историк, специалист по периоду массовых репрессий в СССР; составитель книги памяти жертв сталинских репрессий «Ленинградский мартиролог» и базы данных «Возвращённые имена», руководитель центра «Возвращённые имена» при Российской национальной библиотеке, один из создателей и историк мемориала «Левашовская пустошь».

## Биография
Родился в семье выходцев из белорусских крестьян. Отец — военный инженер, мать — учительница русского языка и литературы. В 1962—1965 годах жил и учился в Слуцке, затем по месту службы отца: в 1965—1967 годах — в Берлине, в 1967—1970 — в Эберсвальде, в 1970—1972 — в Слуцке и Гродно.
Продолжил образование в Ленинграде, окончил исторический факультет Ленинградского университета имени А. А. Жданова в 1978 году. Работал в «Лениздате», был составителем сборника «Страницы истории».
С 1978 года работает в Российской национальной (Публичной) библиотеке. Живёт в Петербурге.

## Научная и общественная деятельность
Мы думали, что когда мы это издадим, 
люди всё узнают и поймут. 
Но этого не случилось.
С конца 1980-х годов занимается историей сталинских репрессий. Инициатор и составитель многотомного издания «Ленинградский мартиролог», основанного на архивных материалах и содержащего биографические, справочные сведения и мемуарные свидетельства о расстрелянных в Ленинграде и Ленинградской области, их фотографии. На основе печатного издания создана электронная база данных жертв политического террора в СССР, подготовленная возглавляемым А. Я. Разумовым центром «Возвращённые имена» при Российской национальной библиотеке.
Разумов занимается исследованиями по истории захоронений на Левашовском мемориальном кладбище, он один из авторов Белорусско-литовского памятника жертвам массовых репрессий, открытого на «Левашовской пустоши» в 1992 году. Установленный на каменной насыпи памятник выполнен в форме лотарингского креста, на нём — таблички с надписями: «Беларусь» и «Lietuva» и венок из колючей проволоки.
Принимает участие в проведении Дня памяти жертв политических репрессий в Петербурге.
Участвовал в подготовке именного указателя к книге А. Солженицына «Архипелаг ГУЛАГ».
Около 25 лет Разумов занимался изучением документов по «Делу Таганцева», в 2014 году им были установлены даты расстрелов осуждённых по делу, в том числе Н. С. Гумилёва.
А. Я. Разумовым установлены места расстрелов Соловецких этапов, в числе второго этапа — священника Павла Флоренского (предположительно, расстрелян в Лодейнопольском лагере).
В 2014 году принимал участие в установке памятника на Левашовском мемориальном кладбище к 100-летию начала Первой мировой войны.
В 2015 году вошёл в состав жюри конкурса на Монумент жертвам политических репрессий в центре Москвы.

## Награды и премии
- Анциферовская премия (2000)[20][21]
- Орден Креста земли Марии 5 класса (2012, Эстония)[22][23]
- Медаль «Спешите делать добро» (Уполномоченного по правам человека в РФ) (2013)[7]

## Фото
- Памятник «Жертвам сталинских репрессий, уроженцам Белоруссии и Литвы» на Левашовской пустоши. Авторы: А. Я. Разумов, И. М. Чернякевич[бел.]
- А. Я. Разумов в урочище Койранкангас.
 14 октября 2017 года

## Печатные труды
- Ленинградский мартиролог, 1937—1938: Книга памяти жертв политических репрессий / отв. ред. А. Я. Разумов ; Рос. нац. б-ка. — СПб.: Рос. нац. б-ка, 1995—2015. — Т. 1—13. — ISBN 5-7196-0951-2.
- Именной указатель / сост.: Н. Г. Левитская и В. А. Шумилин; при участии Н. Н. Сафонова, доп. поиск и редакция: А. Я. Разумов // Солженицын А. И. Архипелаг ГУЛАГ. 1918—1956. Опыт художественного исследования : в 3 кн. — Екатеринбург : У-Фактория, 2006. — Т. 3. — С. 522—626. — ISBN 978-5-9757-0163-3.
- Разумов А. Я. Поиск и сохранение сведений о репрессированных и участниках войн XX века: опыт центра «Возвращённые имена» при РНБ // Проблемы краеведческой деятельности библиотек. — СПб., 2016. — С. 438—448.

## Комментарии
1. ↑  Издаётся с 1995 года. На 2016 год изданы 13 томов. Указатель к томам 1—12 содержит свыше 51 тысячи имён[3][4].
2. ↑  База данных используется в проекте Последний адрес[6].